# نوروفیبروماتوز
نوروفیبروماتوز (به انگلیسی: Neurofibromatosis) یک بیماری ژنتیکی است که اعصاب و پوست را گرفتار می‌کند. در این بیماری تومورهای خوش‌خیم غیر سرطانی در مسیر اعصاب رشد می‌کنند و این رشد موجب بروز مشکلاتی در پوست و استخوانها می‌شود.

## بیماری‌زایی
نوروفیبروماتوز در اثر جهش در ژن تولیدکننده نوروفیبرومین ایجاد می‌شود. هر دو نوع بیماری ارثی و ژنتیکی بوده و ژن منتقل‌کننده آن غالب با نفوذ صددرصد است یعنی نیمی از فرزندان فرد مبتلا، به این بیماری دچار می‌شوند. با این وجود در ۵۰–۳۰ درصد موارد این بیماری هیچ سابقه‌ای در خانواده و فامیل بیمار وجود ندارد. در این موارد بیماری به علت جهش در ژن خود فرد به وجود آمده و ربطی به والدین ندارد ولی وقتی این بیماری حتی به صورت جهش ژنی در فردی ایجاد شده می‌تواند به فرزندان او هم منتقل شود.

## علائم بیماری
خصوصیات اصلی نوروفیبروماتوز تیپ یک وجود لکه‌های شیرقهوه‌ای و کک و مک (نقاط پیگمانته بر روی پوست که در اثر تجمع ملانین به وجود می‌آید) در زیر بغل و اینگوینال و هامارتوم عنبیه و نوروفیبروم‌های متعدد پوستی و کاهش سطح آموزشی بیماران می‌باشد. تغییرات بدخیمی سارکوماتوز در نوروفیبروماتوز حدود ۲ تا ۱۵٪ می‌باشد. بزرگ شدن سریع ضایعه اولیه یا دردناک شدن آن و خونریزی داخل ضایعه مطرح‌کننده تغییرات بدخیمی است.
تومورهای خوش‌خیم نوروفیبروماتوز را نوروفیبروم (به انگلیسی: Neurofibroma) می‌نامند. این تومورها در پوست یا زیر پوست لمس می‌شوند، بتدریج بزرگ می‌شوند و به بافت‌های حیاتی بدن فشار وارد می‌کنند. نوروفیبروم‌ها معمولاً در بچگی و به‌خصوص در نوجوانان و در دوره بلوغ نمایان می‌شوند. با این وجود معمولاً اولین علائم این بیماری به صورت بروز لکه‌های پوستی قهوه‌ای رنگ (به فرانسوی: Café au lait spots) است. این لکه‌ها درد یا خارش یا مشکلی برای بیمار ایجاد نمی‌کنند و در هر جایی از بدن ممکن است دیده شوند. نوروفیبروم‌ها در ۵–۳ درصد موارد احتمال سرطانی شدن دارند. نیمی از بیماران مبتلا به نوروفیبروماتوز اختلالاتی در یادگیری دارند. شدت این بیماری در مبتلایان متفاوت بوده و طیف گسترده‌ای دارد. در بعضی بیماران علائم بیماری بسیار خفیف است و در بعضی دیگر شدید.
البته در ۱۰–۵ درصد افراد طبیعی لکه‌های کافه‌اوله وجود دارد ولی در تیپ I بیماری نوروفیبروماتوز لکه‌ها به تعداد ۶–۵ عدد و ابعاد آن نیز بزرگ‌تر از ۲ سانتی‌متر می‌باشد.

## انواع
دو نوع نوروفیبروماتوز وجود دارد:

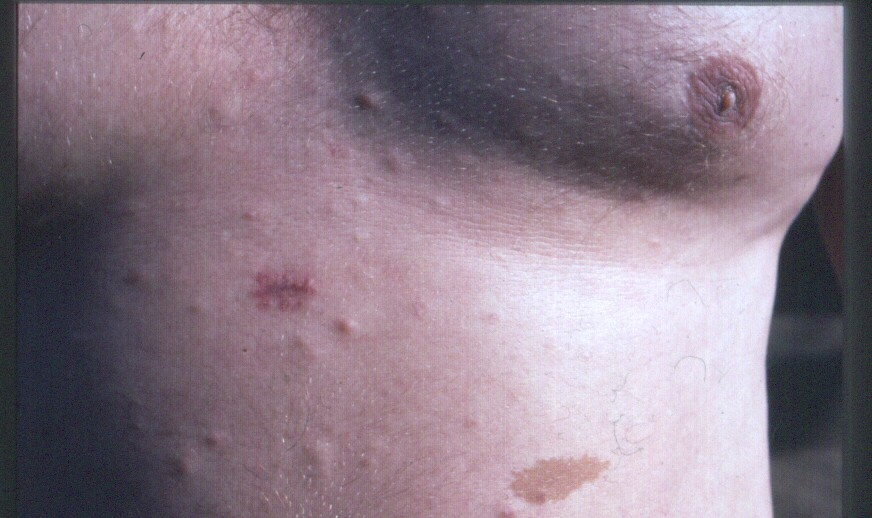
یکی از لکه‌های کم رنگ قهوه‌ای‌پوستی (لکه کافی آیولیت) در این شخص در سمت راست و پایین عکس دیده می‌شود. نوروفیبروم‌ها در سراسر قفسه سینه دیده می‌شوند.

نوع یک شایع‌تر است و از هر ۳۰۰۰ تولد در یکی وجود دارد. به این نوع از نوروفیبروماتوز بیماری فون رکلینگ هاوزن (به انگلیسی: von reklinghausen) هم می‌گویند. در این بیماران نازکی یا رشد بیش از اندازه استخوان‌ها و اسکولیوز دیده می‌شود. این بیماری معمولاً خود را تا سن ده سالگی کودک نشان می‌دهد.
نوع دو معمولاً همراه با تومورهای عصب شنوایی است و شیوع آن از هر ۲۵ هزار تولد در یکی است. تومورهای عصب شنوایی در این بیماری موجب کری، اختلالات تعادل، زنگ زدن گوش، سردرد و درد و احساس ضعف در صورت می‌شود. این بیماری در سنین نوجوانی یا انتهای دهه دوم عمر بروز می‌کند.
هر دو نوع بیماری ارثی و ژنتیکی بوده و ژن منتقل‌کننده آن غالب است یعنی نیمی از فرزندان فرد مبتلا، به این بیماری دچار می‌شوند. با این وجود در ۵۰–۳۰ درصد موارد این بیماری هیچ سابقه‌ای در خانواده و فامیل بیمار وجود ندارد. در این موارد بیماری به علت جهش در ژن خود فرد به وجود آمده و ربطی به والدین ندارد ولی وقتی این بیماری حتی به صورت جهش ژنی در فردی ایجاد شده می‌تواند به فرزندان او هم منتقل شود.

## نوروفیبروماتوز تیپ II
در تیپ II یا نوع مرکزی که شیوع آن ۱۰ بار از تیپ I کمتر است، لکه‌های کافه‌اوله وجود ندارد یا کم است، نورینوم آکوستیک دوطرفه وجود دارد، ژن آن بر روی کروموزوم ۲۲ قرار دارد و سلول‌های تومورها از جنس مننژ و سلول‌های شوآن می‌باشد. در نوروفیبروماتوز تیپ II، در ۷۵ درصد موارد کدورت‌های زودرس زیرکپسولی عدسی مشاهده می‌شود. نوروفیبروماتوز نوع دو، عمدتاً شنوایی و سیستم عصبی را مبتلا می‌سازد. در نیمی از افراد مبتلا بیماری در والدین مشاهده نمی‌شود برخلاف نوع یک، تظاهرات پوستی کمتر است ولی عوارض عصبی بیشتر مشاهده می‌شود. احتمال ایجاد کاتاراکت در این افراد وجود دارد. تظاهرات اصلی نوروفیبروماتوز تیپ II وجود توده‌های دو طرفه عصب هشتم یا اگر تومور وجود داشت حتماً یکی از این علائم درگیری یک طرفهٔ عصب هشتم را همراهی کند: نوروفیبروم، مننژیوم، گلیوم، شوانوم یا کدورت عدسی شکل پایین کپسول خلفی چشم.

## عوارض بیماری
عوارض مهم نوروفیبروماتوز عبارتند از: تشنج در حدود ۴۰ درصد نوع یک، فشار خون بالا، اسکولیوز یا انحراف جانبی ستون مهره، اختلالات تکلم، تومور عصب بینایی و کوری، شروع زودرس یا دیررس بلوغ.
مشکلاتی که در بیماری نوروفیبروماتوز برای استخوان‌ها به وجود می‌آید عبارتند از: اسکولیوز و کیفواسکولیوز که معمولاً شدید است و به سرعت پیشرفت می‌کند، قوس برداشتن و پسودوآرتروز استخوان‌های درشت نی و ساعد و رشد بیش از اندازه یک اندام. نوروفیبروم‌های شبکه‌ای (پلکسی فرم) با خطر ۸ تا ۱۲ درصدی بدخیمی همراهی دارد.

## تشخیص
این بیماری سندرم ناشی از تومورهای نوروژنیک ناشی از غلاف سلول‌های عصبی واقع در امتداد اعصاب محیطی و کرانیال می‌باشد. در بیوپسی نوروفیبروم‌ها، تجمعات بدون کپسول و با حدود مشخص از رشته‌های عصبی کوچک و سلول‌های دوکی شکل با هسته‌های متموج داخل درم مشاهده می‌شود. نوروفیبروم‌های پلکسی فرم در امتداد مسیر اعصاب محیطی به وجود می‌آیند و باعث ایجاد ندول‌های بزرگ می‌شوند که غالباً روی آن‌ها هیپرپیگمانتاسیون و هیپرتریکوز وجود دارد. این تومورها در ۲۰ درصد افراد دچار نوروفیبروماتوز ایجاد می‌شود و در ۲ درصد موارد دچار استحاله بدخیم می‌گردند (بیش از ۴۰ سالگی نادر است). تشخیص از راه کلینیکی با پزشک است. MRI و CT در تشخیص قابل استفاده است.
تشخیص از راه آزمایش‌های ژنتیک (وراثت اتوزومال غالب است)، است هرچند که موتاسیون یا جهش‌های جدید را نمی‌توان از طریق آزمایش ژنتیک مشخص نمود چرا که قابل پیش‌بینی نیست. در دوران بارداری تشخیص از طریق آمنیوسنتز amniocentesis یا نمونه برداری از پررهای کوریونیک chorionic villus امکان‌پذیر می‌باشد.

## درمان
درمانی قطعی برای این بیماری وجود ندارد ولی در صورت لزوم (به‌خصوص به دلایل زیبایی یا فشار بر نواحی حساس) جراحی و برداشتن برخی غده‌ها در بعضی افراد می‌تواند مؤثر باشد اما ضایعات ممکن است عود کنند. برای بیماران مشاوره ژنتیکی پیشنهاد شده و توصیه می‌شود برای بررسی بالینی هر ۶ ماه یکبار جهت نظارت بر ندول‌ها و هر شرایطی که با نوروفیبروماتوز همراهی دارد مراجعه نماید. در نوروفیبروماتوز نوع دو، با استفاده از تکنولوژی‌های پیشرفتهٔ تشخیصی می‌توان تومورهای کوچک حتی با ابعاد میلیمتری را شناسایی نمود و به این صورت درمان زود هنگام را آغاز نمود. برداشتن تومورها به‌طور کامل از طریق جراحی انتخابی بوده و ممکن است موجب از دست دادن شنوایی در بیمار شود.
سایر روش‌ها در درمان نوروفیبروماتوز شامل برداشتن نسبی تومور و سپس شیمی درمانی است. رادیوتراپی برای بیماران نوروفیبروماتوز توصیه نمی‌شود. اگر چنانچه رشد تومورها سریع نباشد بهتر آن است که بیمار را فقط تحت نظر قرار دهیم.